# Keisei Rose Nurseries
Keisei o más propiamente Viveros de rosas Keisei en japonés:京成バラ園芸株式会社 es un negocio de horticultura japonés fundado el 11 de  octubre de 1959. La dedicación del vivero a la creación de obtentores ® de rosas y cultivares de variedades de rosas. 
Está bajo control del grupo "Keisei Electric Railway Co., Ltd."

## Historia
En marzo del año 1959 la compañía "Keisei Electric Railway" toma la gestión de la compañía viveros "Yatsu" dedicados al cultivo de rosas para jardinería.
El departamento de estudios se trasladó a Katori en la Prefectura de Chiba.
Se crea en 1999 la Rosaleda Keisei de Yachiyo en la Prefectura de Chiba. Un complejo de jardinería con enfoque en las rosas.
En 2010 crean el "Proyecto Amante de la Santa Tierra" enfocado en la protección de medios naturales de Japón, el cual está  patrocinado por la asociación sin ánimo de lucro "Centro regional de soporte de actividades".

## Actividades

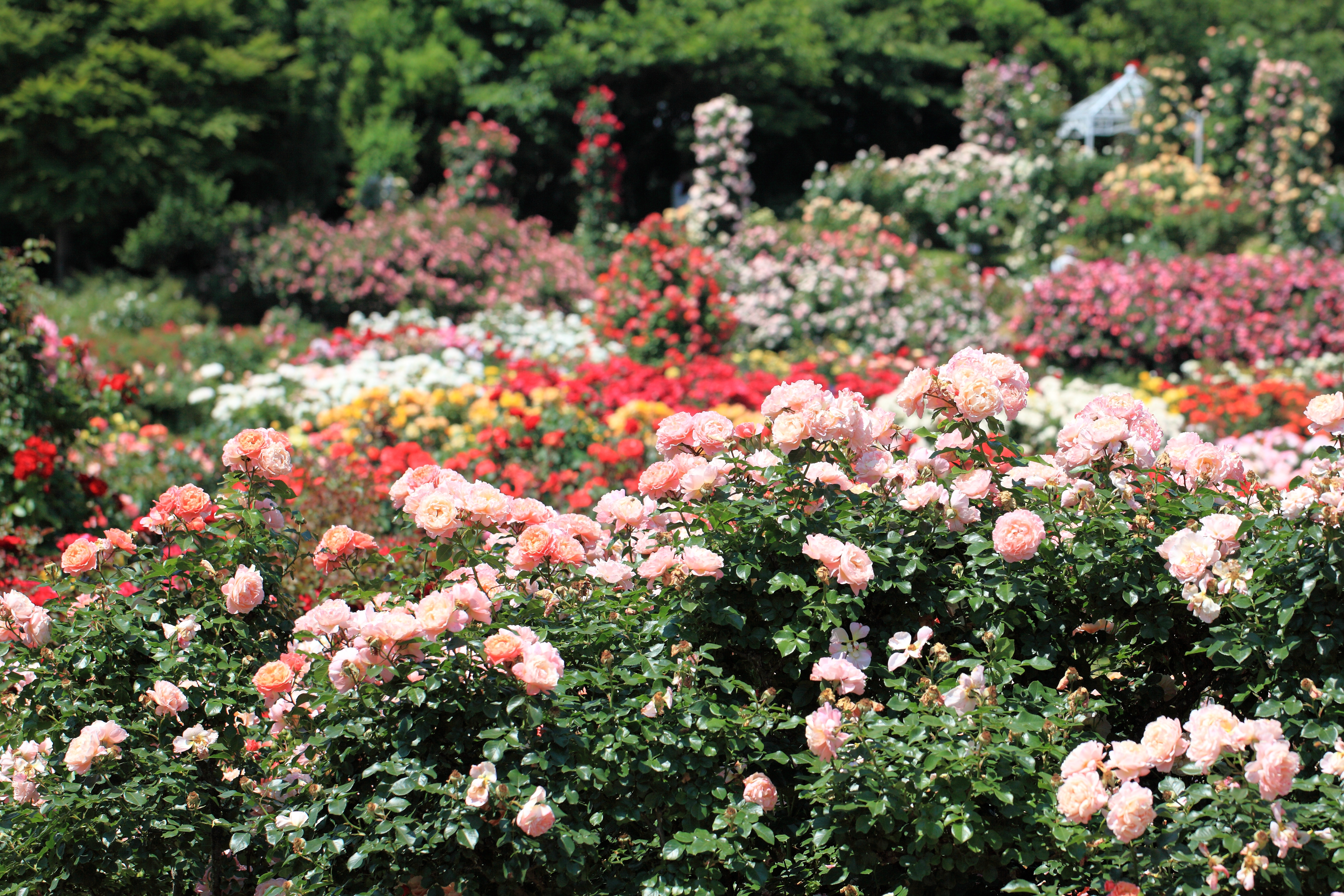
Vista parcial de la rosaleda Keisei.

Esta sociedad hortícola es responsable de la hibridación, la selección, el cultivo, la venta y la protección de las especies desarrolladas o seleccionadas entre las especies del grupo.
Es propietaria de campos de cultivo de 30 000 metros cuadrados, mientras que la gestión (y las instalaciones accesorias de la rosaleda, cultivan 7.000 plantas de 1.000 variedades), la Rosaleda Keisei está orgullosa de los grandes logros de nuevas rosas que se lleva a cabo en sus instalaciones.
Tiene un historial ganador en muchas de las competiciones de rosas nuevas que se llevan a cabo a nivel mundial. También es líder en la producción de plántulas de rosas para flor cortada. 
Entre los rosalistas de renombre que trabajan en la compañía son de destacar Hiroshi Hirabayashi y Seizo Suzuki.